# 大炊御門経輝

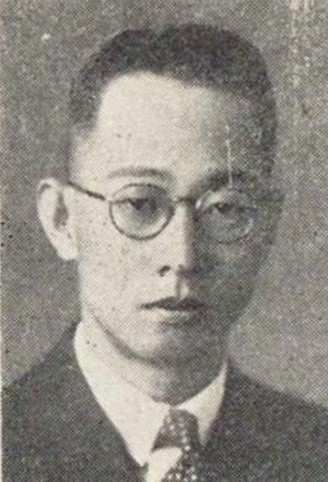
大炊御門経輝

大炊御門 経輝（おおいのみかど つねてる、旧字体：大炊御門 經輝、1908年〈明治41年〉9月24日 - 没年不詳）は、日本の華族（侯爵）。貴族院侯爵議員、理学博士。

## 経歴
侯爵・大炊御門幾麿と保木江んの息子（庶子）として生まれる。父の死去に伴い、1919年11月21日に侯爵を襲爵。1933年、京都帝国大学理学部を卒業し、さらに同大学院を修了。のちに理学博士号を授与された。1938年9月23日、満30歳となり貴族院侯爵議員に就任し、火曜会に所属して1947年5月2日の貴族院廃止まで在任した。
1935年以降、東京科学博物館嘱託、海軍省軍需局嘱託、帝国石油社員などを務めた。

## 人物
宗教は仏教。住所は東京豊島区池袋。

## 家族
- 父：大炊御門幾麿（1875 - 1919）
- 母：保木江ん（1881 - ?） - 妾。
- 妻：絹子（1913 - ） - 徳川義親の娘。
  - 長男：経昭（1941 - ） - 大炊御門家現当主。妻は黒沢正雄の娘・みつ子。子に紀子。

## 著作
- 後閑文之助、大炊御門経輝編『東京科学博物館陳列品解説 第1(地学)』東京科学博物館事業後援会、1936年。